# 埃奇韋爾路站 (貝克盧線)
埃奇韋爾路站（英語：Edgware Road tube station）是英國倫敦地鐵貝克盧線車站，位於西敏市。介於帕丁頓和馬里波恩之間，位於倫敦第1收費區。車站位於埃奇韋爾路、哈羅路和馬里波恩路的交匯處東北角，與馬里波恩天橋相鄰。
此站附近還有一個同名車站，設有環線、區域線和漢默史密斯及城市線，在馬里波恩路南面。

## 歷史
埃奇韋爾路站於1907年6月15日由貝克街及滑鐵盧鐵路（現時貝克盧線）由臨時北端總站馬里波恩延長時啟用。與其他早期由倫敦地下電氣鐵路公司擁有的車站相同，車站由建築師萊斯利·格林設計，帶有牛血紅色面陶瓦表面。貝克街及滑鐵盧鐵路獲得了國會同意延長路線至帕丁頓站，但獲批准的走線在主線車站下方轉彎並以薩塞克斯花園和薩塞克斯廣場的交匯點結束，朝向東南，因此不適合公司計劃由帕丁頓西延或西北延伸。貝克街及滑鐵盧鐵路決定不興建埃奇韋爾路以西的隧道以考慮替代辦法。
1908年，貝克街及滑鐵盧鐵路考慮一個與西北倫敦鐵路興建由埃奇韋爾路站經基爾伯恩前往克里克勒伍德的聯合計劃。西北倫敦鐵路在1899年獲准興建沿埃奇韋爾路由克里克勒伍德往石拱門，並在1906年額外獲准興建由石拱門至維多利亞，然而其缺乏足夠金錢興建該線。獲批的西北倫敦鐵路路線通過埃奇韋爾路站，因此兩間公司開始在1908年11月申請許可興建長757公尺、連接貝克街及滑鐵盧鐵路與西北倫敦鐵路的隧道。為了利用貝克街及滑鐵盧鐵路已有的延長至帕丁頓的許可，埃奇韋爾路站將提供第二對月台以容許設立來往帕丁頓和埃奇韋爾路的接駁服務。然而，該計劃被拒絕，路線亦無法興建。
1911年獲准興建一條大彎道的890公尺長往帕丁頓的延伸，並在主線車站下方結束，朝向西北。工程於1911年8月展開，而延線於1913年12月1日啟用。
車站啟用时，其狹窄的正面為一系列商店，但車站以南的大廈於1960年代被拆除以興建天橋，導致車站成為唯二孤立的大廈。起初，車站的出口在相鄰的貝爾街，但現時已經不再使用。
2007年9月，倫敦議會的成員穆拉德·庫雷希提出將此站改名為「教堂街市場」（Church Street Market）的計劃，以免此站與環線、區域線和漢默史密斯及城市線的車站混淆。
2013年5月25日至12月21日期間，車站短暫關閉以進行升降機維護工程。

## 接駁交通
倫敦巴士6、16、18、98、332、414路，以及夜間路線N16、N18、N98路服務此站。

## 延伸閱讀
- Badsey-Ellis, Antony. . Capital Transport. 2005. ISBN 1-85414-293-3.
- Rose, Douglas. . Douglas Rose/Capital Transport. 1999. ISBN 1-85414-219-4.

## 外部連結
- London Transport Museum Photographic Archive（页面存档备份，存于）
  - Edgware Road station, circa 1908
  - Bell street exit, circa 1908
  - Edgware Road station, 1925
  - Booking hall, 1958
  - Edgware Road station, 1993